# (134160) Pluis
(134160) Pluis est un astéroïde de la ceinture principale.

## Description
(134160) Pluis est un astéroïde de la ceinture principale. Il fut découvert le 16 janvier 2005 à Uccle par Peter De Cat. Il présente une orbite caractérisée par un demi-grand axe de 2,98 UA, une excentricité de 0,13 et une inclinaison de 13,3° par rapport à l'écliptique.

## Compléments